# Kósmos (parti politique)
Pour les articles homonymes, voir Kosmos.
 (mai 2024).
Si vous disposez d'ouvrages ou d'articles de référence ou si vous connaissez des sites web de qualité traitant du thème abordé ici, merci de compléter l'article en donnant les références utiles à sa vérifiabilité et en les liant à la section « Notes et références ».
Kósmos (grec moderne : Κόσμος) est un parti politique écologique grec, fondé en 2024 par l’eurodéputé Pétros Kókkalis, actuellement secrétaire du parti, María Vasilákou (el) et Leftéris Papayannákis.

## Historique
« Kósmos » a été fondé en 2019 par Pétros Kókkalis, en tant que mouvement citoyen à caractère écologique tout en rejoignant l'« Alliance progressiste », un effort pour étendre SYRIZA.  Kokkalis a participé aux élections européennes de 2019 en tant que candidat au Parlement européen de SYRIZA, et a été élu. 
En novembre 2023, il est devenu indépendant de SYRIZA tandis que quelques mois plus tard, il a quitté le groupe parlementaire GUE/NGL et a rejoint les Verts/ALE. 
En février 2024, Kosmos a été officiellement fondé en tant que parti politique, avec Kokkalis, Maria Vassilakou et Papayannakis formant le comité directeur. En mars, les organes provisoires de Kosmos furent élus, tandis que Kokkalis fut élu secrétaire du parti. 
La même année, le 9 avril, la participation du parti Volt de Grèce à la liste de Kosmos a été annoncée.  Le 18 avril, la participation du parti « Verts – Écologie » à la liste du parti a été également annoncée, à la suite de la signature d’un accord bilatéral entre les coprésidents Vasiliki Grammatikogiannis et Ilias Gianniris avec Pétros Kókkalis. 

## Représentation
Le parti est représenté au Parlement européen par Pétros S. Kókkalis, ancien membre du groupe GUE/NGL et actuellement chez les Verts/ALE. 